# Sowjetischer Militärfriedhof in Warschau

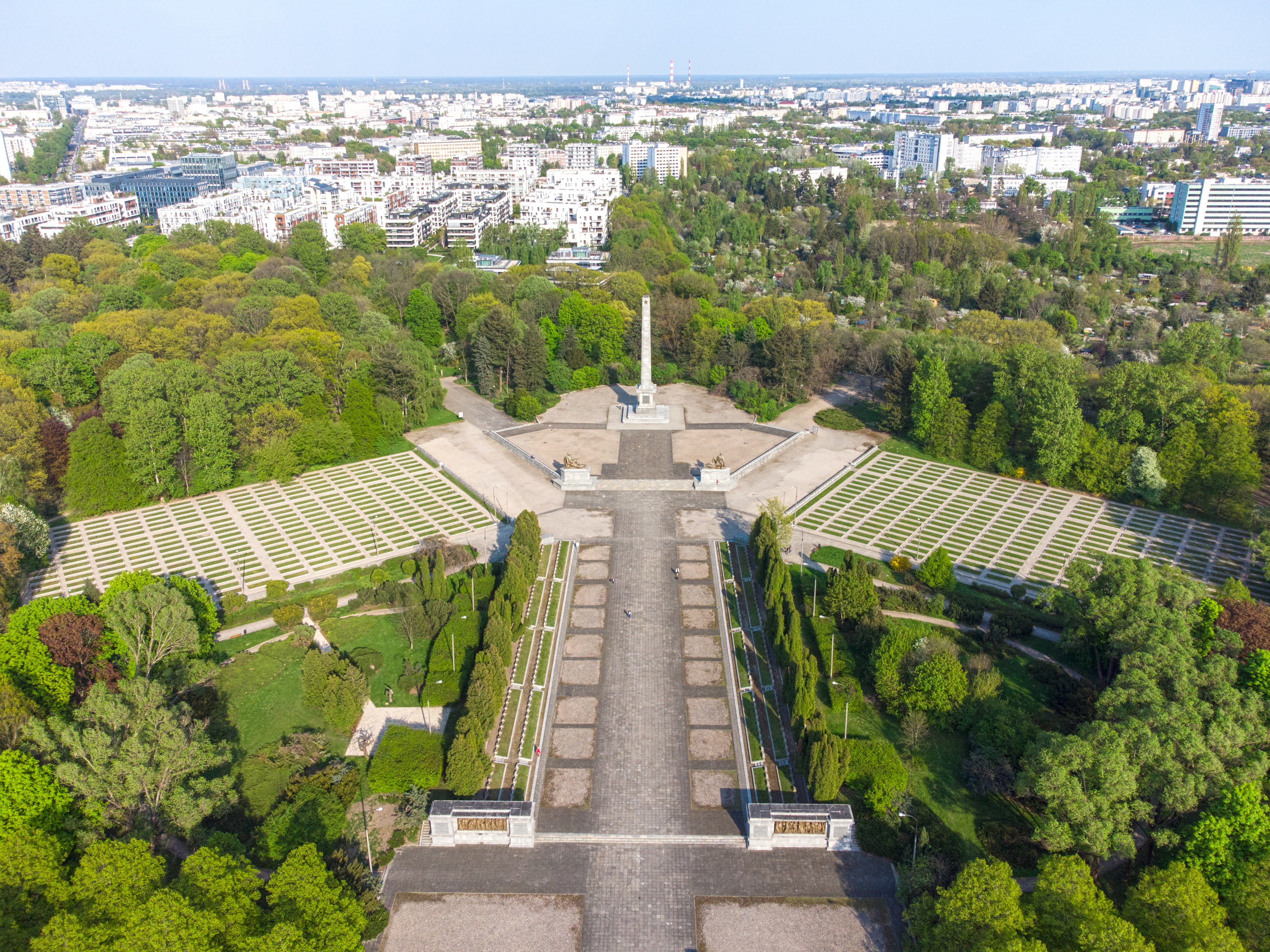
Blick vom Westen

Der Sowjetische Militärfriedhof in Warschau (Cmentarz Mauzoleum Żołnierzy Radzieckich) gehört zu den größten sowjetischen Militärfriedhöfen in Polen. Hier sind 21.668 sowjetische Offiziere und Soldaten beerdigt, die im Kampf um Warschau 1944 und 1945 fielen. Der Friedhof wird von einem Mahnmal in Obeliskenform bestimmt, liegt an der mehrspurigen Żwirki-i-Wigury-Straße, die die Warschauer Innenstadt mit dem Frédéric-Chopin-Flughafen verbindet und gehört zum Stadtteil Mokotów.

## Geschichte
Die polnische Bezeichnung Cmentarz Mauzoleum Żołnierzy Radzieckich bezieht sich auf die sowjetische Armee, die es jedoch erst ab 1946 unter diesem Namen gab, die Gefallenen waren zum Zeitpunkt ihres Todes Angehörige der Roten Armee.

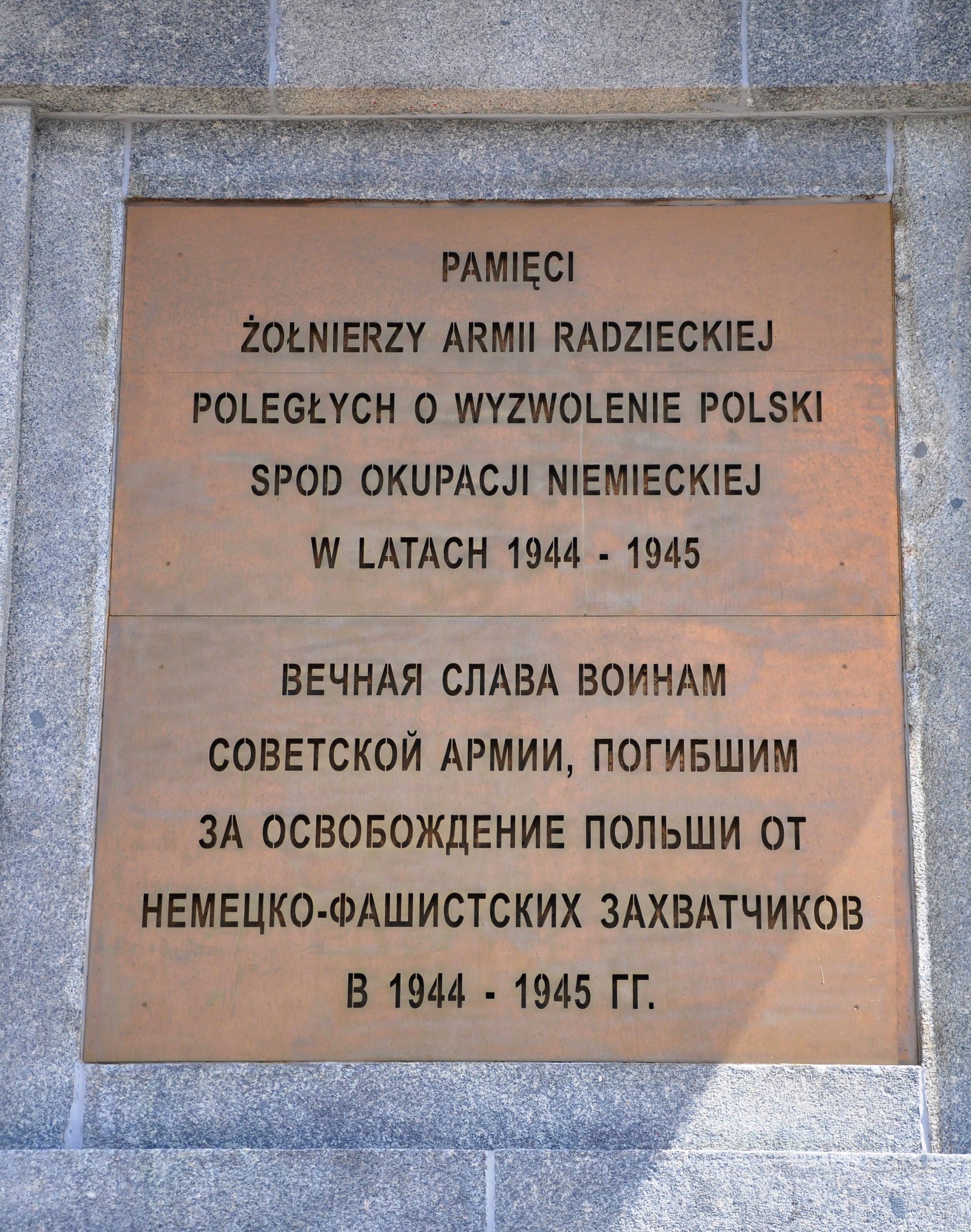
Die Inschrift am Eingangssockel zum Friedhof lautet: „Zur Erinnerung an die Soldaten der Sowjetarmee, die bei der Befreiung Polens von der deutschen Besetzung in den Jahren 1944–1945 fielen“ (Pamięci żołnierzy Armii Radzieckiej poległych o Wyzwolenie Polski spod Okupacji Niemieckiej w Latach 1944–1945)

Die Bauarbeiten des Komplexes begannen 1949 und am 9. Mai 1950 konnte die Anlage eingeweiht werden. Die sterblichen Überreste der Soldaten waren auf verschiedenen lokalen Friedhöfen exhumiert, eingeäschert und an die neue Gedenkstelle verbracht worden. Die hier begrabenen Gefallenen gehörten folgenden Einheiten des sowjetischen Großverbandes 1. Weißrussische Front an:
- 8. Gardearmee
- 28., 47., 48., 65., 69. und 70. Armee
- 2. Garde-Panzerarmee
- 6. und 16. Flieger-Armee
- XXXXVI. Schützenkorps
- II. und VII. Kavalleriekorps
- I. Garde-Panzerkorps

Als Folge der Anteilnahme Russlands am Unfall der polnischen Präsidentenmaschine in Smolensk am 10. April 2010 hatten polnische Künstler und Prominente die Warschauer Bevölkerung aufgefordert, am 9. Mai 2010 (65. Jahrestag des Ende des Zweiten Weltkrieges – Tag des Sieges) den gefallenen Rotarmisten auf dem Friedhof ihre Ehre zu bezeugen.

## Architektur
Ausgehend von einem Parkplatz an der Żwirki-i-Wigury-Straße erstreckt sich die Gesamtanlage Richtung Osten. Sie umfasst ein Areal von knapp 200.000 Quadratmetern. Das Zentrum bildet ein auf drei Terrassen erhöht stehender 38 Meter großer Obelisk. Die Inschrift am Obelisken lautet:

„Zum ewigen Ruhm der heldenhaften Soldaten der unbesiegbaren sowjetischen Armee, die im Kampf gegen die faschistischen Eindringlinge und für die Befreiung unserer polnischen Hauptstadt Warschau getötet wurden
(Ku wiecznej chwale bohaterskich żołnierzy niezwyciężonej Armii radzieckiej, poległych w bojach z hitlerowskim najeźdźcą o wyzwolenie Polski i naszej stolicy Warszawy)“

Links und rechts des alleeartigen Zuganges zu diesem Denkmal befinden sich zunächst zwei monumentale Sockel, deren frontalen Seitenansichten Darstellungen von Arbeitern und anderen Zivilisten zeigen, die siegreiche Soldaten begrüßen. Neben diesen Darstellungen befinden sich je polnische (rechts) und russische (links) Inschriften zum Friedhofszweck.
Es schließen sich in je drei Reihen 294 namentlich gekennzeichneter Grabstellen an. Hier wurden zwischen einem und drei Offizieren je Grabplatz beerdigt. An der Freitreppe zum Obelisken befinden sich zwei weitere Monumentalsockel, auf denen die Denkmalsszenen „Heldentum“ (Bohaterstwo) und „Opfertum“ (Ofiarność) dargestellt sind.
Nördlich und südlich des Mahnmals erstrecken sich die Massengräber der Soldaten. Bei einigen der 540 durchnummerierten Grabstellen wurden von Angehörigen kleine Gedenkschilder aufgestellt. Mahnmal und Friedhof werden von einer baumbestandenen Parklandschaft umgeben, an die sich Schrebergärten anschließen.
Die Gestaltung der Anlage lag dem Gewinnerentwurf einer Ausschreibung unter Studenten der Akademie der Schönen Künste in Warschau zugrunde. Die Architektur folgt dem monumental-realistischen Stil sozialistischer Schaubauten der Zeit. Der aus Granit gestaltete Obelisk und die Nekropole wurden von Bohdan Lachert und Władysław Niemirski geschaffen. Die Heldendenkmäler stammen von den Bildhauern Jerzy Jarnuszkiewicz („Heldentum“) und Stanisław Lisowski („Opfertum“). Das Parklandschaftskonzept wurde von Irma Ignaczak gestaltet.

## Bestandteile des Friedhofes

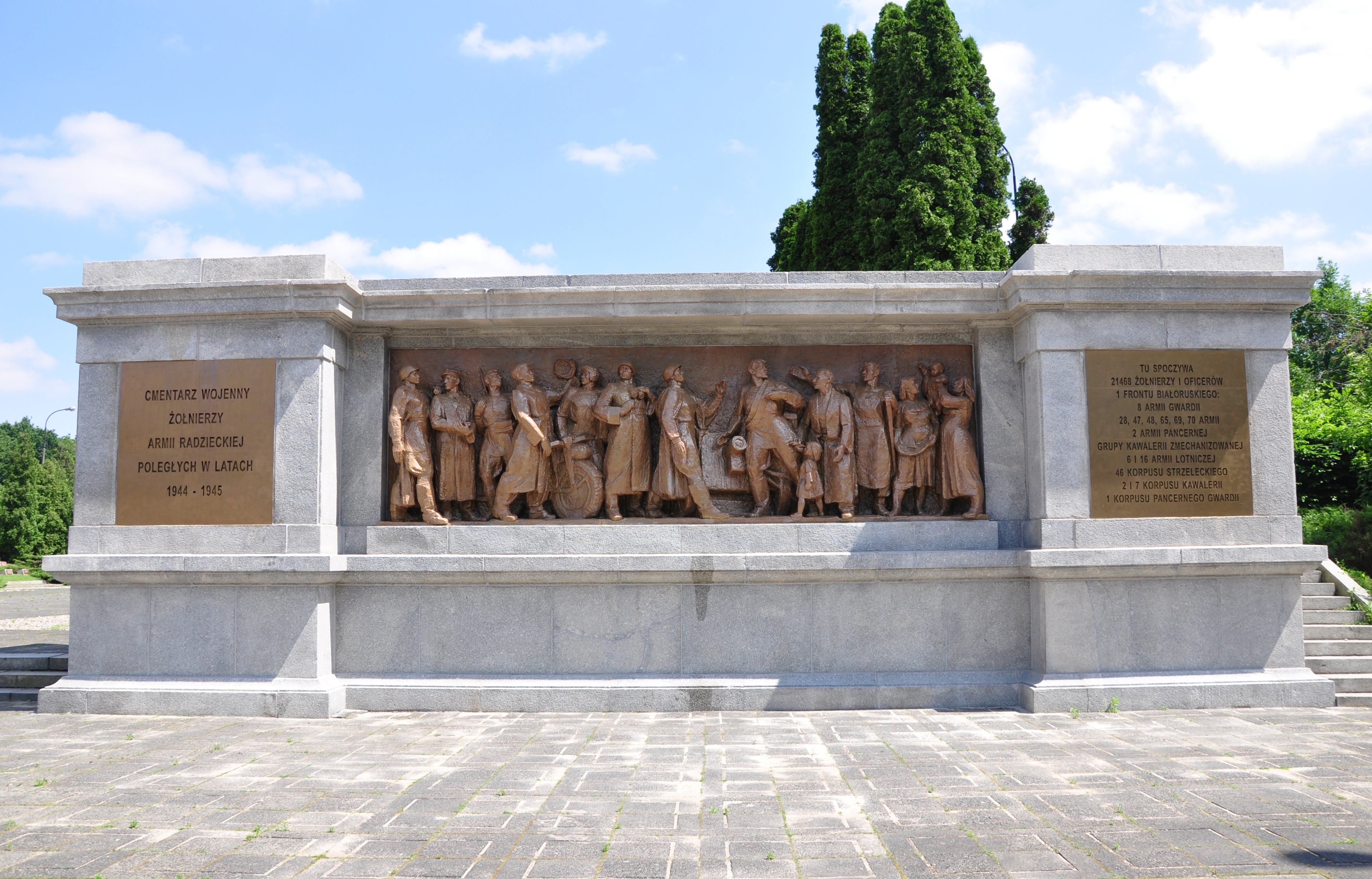
Sockelmonument im Eingangsbereich mit figürlichen Darstellungen
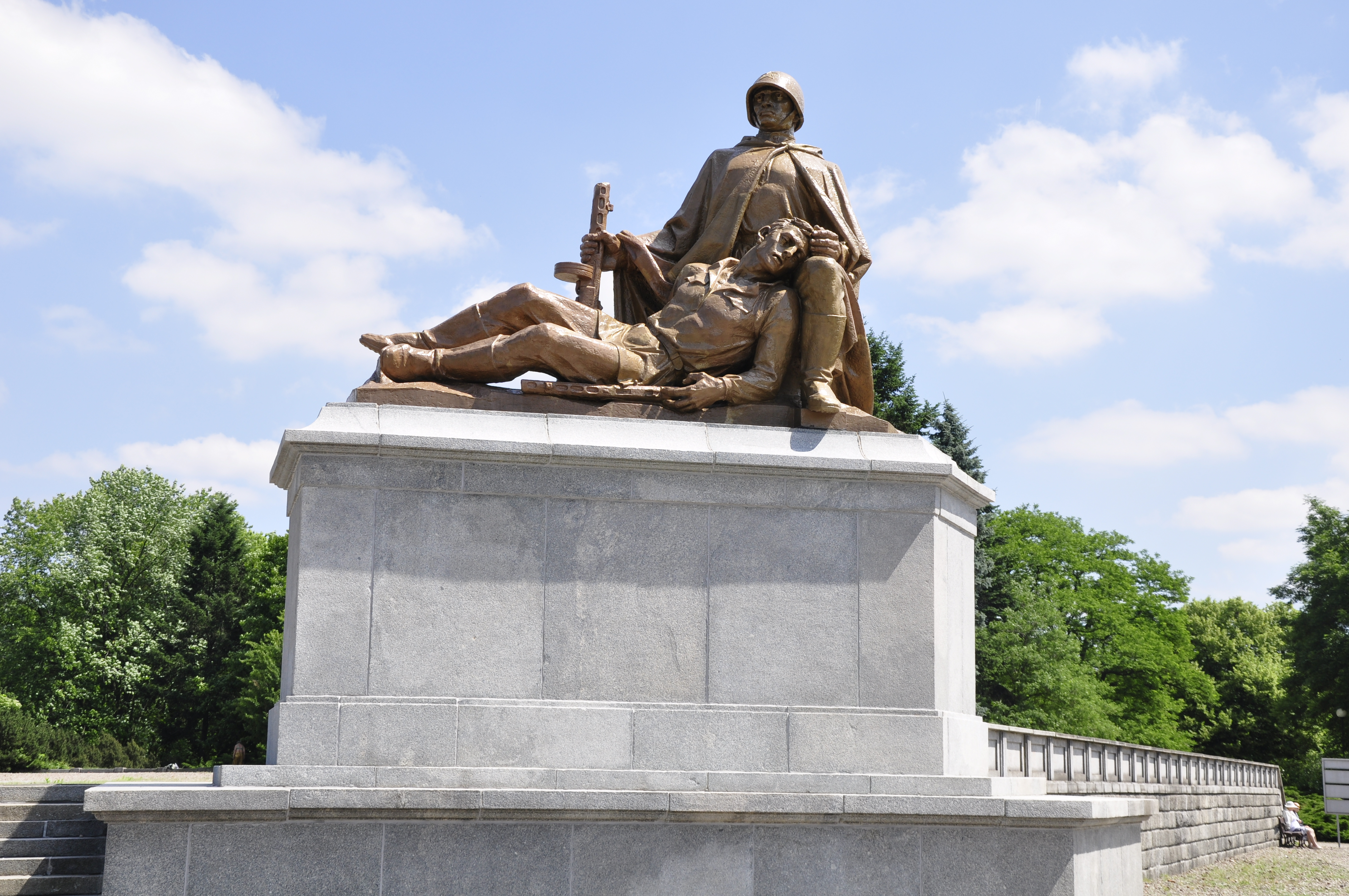
Heldendenkmal („Opfertum“) vor dem Obelisken
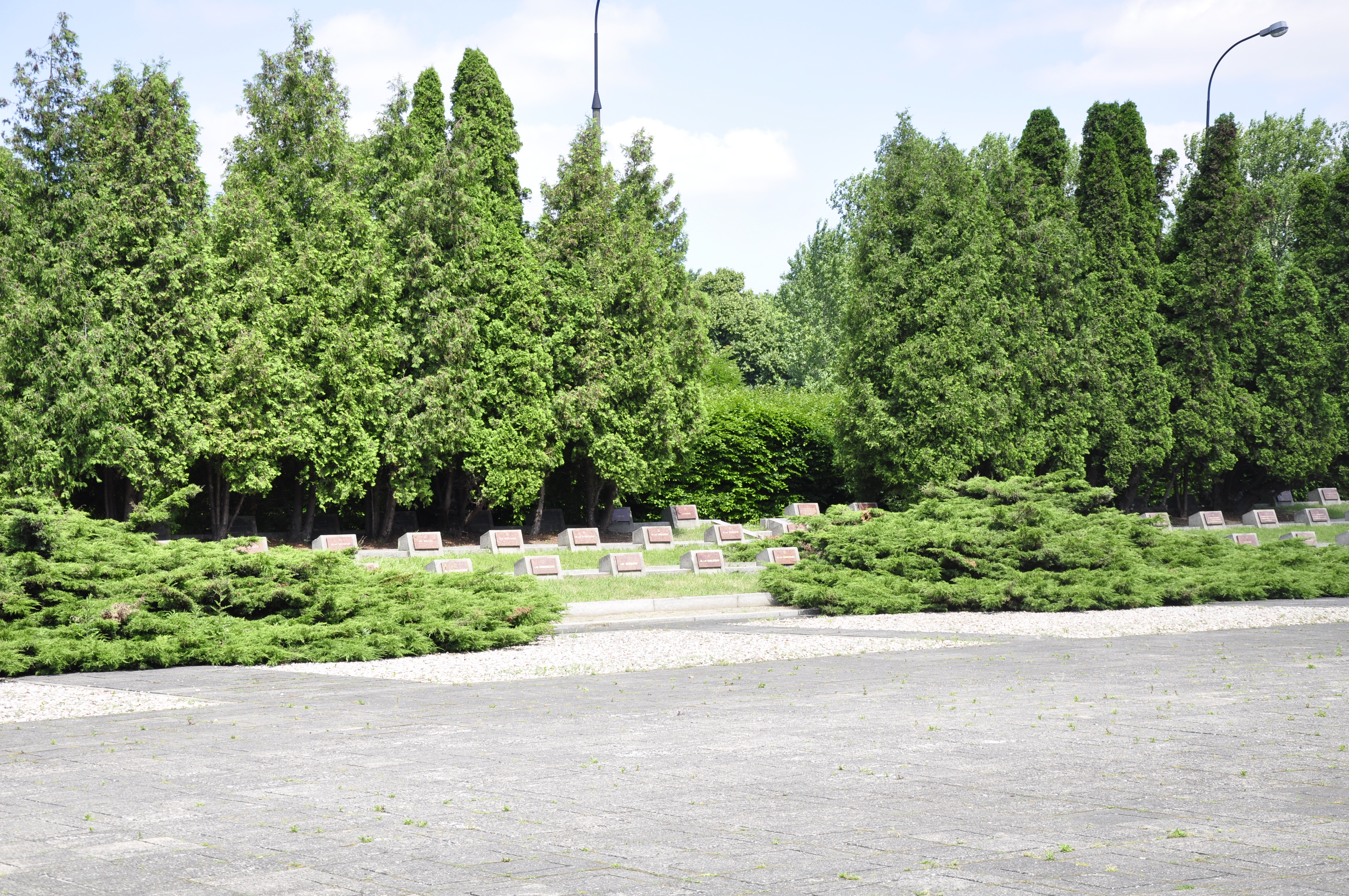
Die namentlich gekennzeichneten Gräber der Offiziere entlang der Längsachse
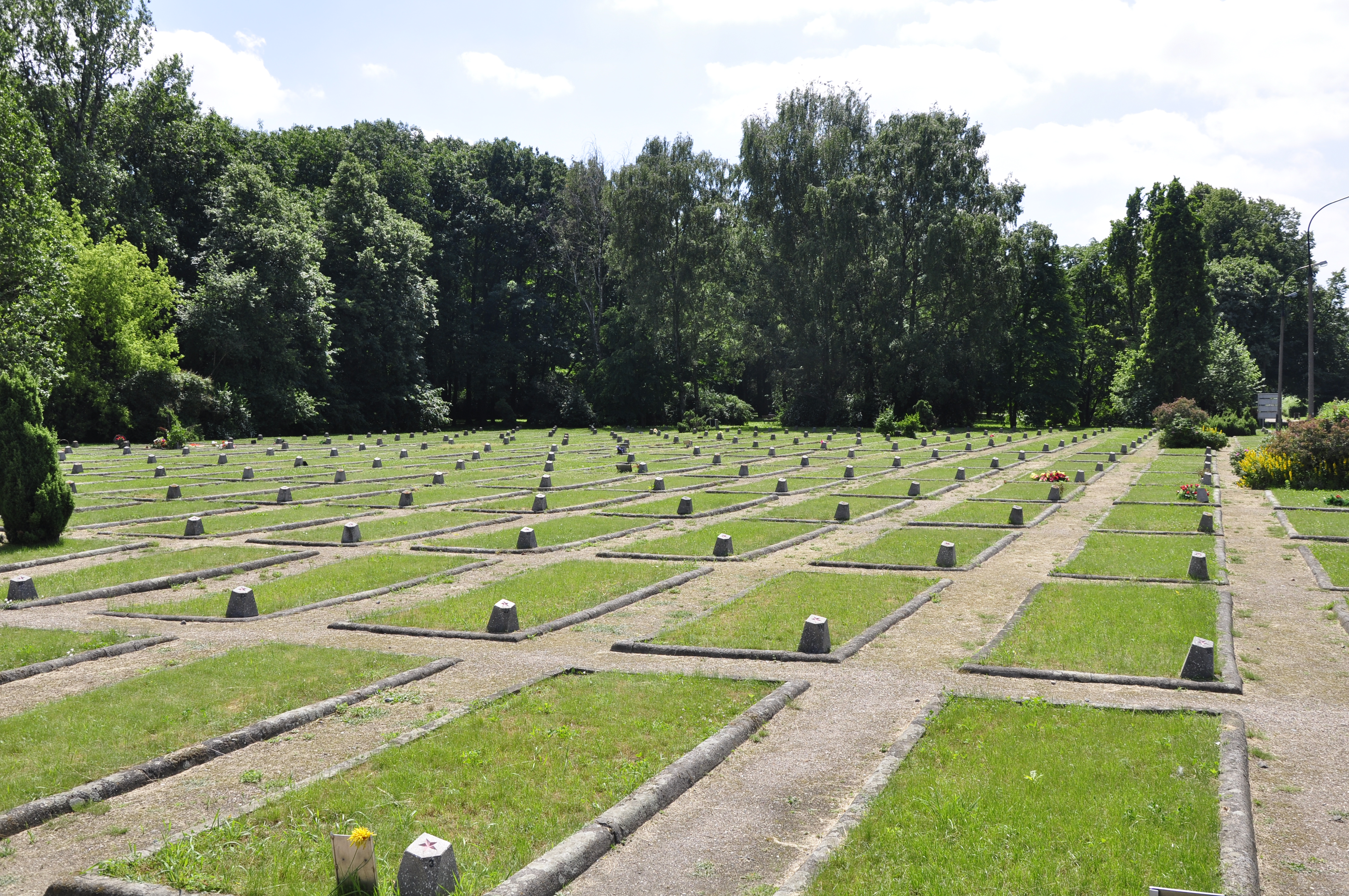
Die Massengräber für Unteroffiziere und Mannschaften